# Талица Кривая
Талица Кривая — река в России, протекает по Залесовскому району Алтайского края. Устье реки находится в 307 км от устья Берди по левому берегу. Длина реки составляет 10 км. Приток — Талица Прямая.

## Данные водного реестра
По данным государственного водного реестра России относится к Верхнеобскому бассейновому округу, водохозяйственный участок реки — Обь от города Барнаул до Новосибирского гидроузла, без реки Чумыш, речной подбассейн реки — бассейны притоков (Верхней) Оби до впадения Томи. Речной бассейн реки — (Верхняя) Обь до впадения Иртыша.